# 多花丁公藤
多花丁公藤（学名：Erycibe myriantha）为旋花科丁公藤属的植物，为中国的特有植物。分布在中国大陆的广东、海南等地，生长于海拔600米至1,200米的地区，一般生长在林内，目前尚未由人工引种栽培。